# Полевой (Кирсановский район)
Полевой — посёлок в Кирсановском районе Тамбовской области России. Входит в состав Соколовского сельсовета.
Яндекс карты:https://yandex.ru/maps/geo/posyolok_polevoy/53031161/?from=api-maps&l=sat%2Cskl&ll=42.486521%2C52.818899&origin=jsapi_2_1_79&z=17

## География
Посёлок находится в восточной части Тамбовской области, в лесостепной зоне, в пределах Окско-Донской равнины, к северу от реки Большая Ира, на расстоянии примерно 22 километров (по прямой) к северо-западу от города Кирсанова, административного центра района.
Часовой пояс
Посёлок Полевой, как и вся Тамбовская область, находится в часовой зоне МСК (московское время). Смещение применяемого времени относительно UTC составляет +3:00.
Площадь.
Площадь посёлка Полевой составляет 0,52 км².

## Население
| 2010 |
| ---- |
| 1359 |

Половой состав
По данным Всероссийской переписи населения 2010 года в гендерной структуре населения мужчины составляли 81,5 %, женщины — соответственно 18,5 %.
Национальный состав
Согласно результатам переписи 2002 года, в национальной структуре населения русские составляли 86 % из 1352 чел.

## Улицы
Уличная сеть посёлка состоит из четырёх улиц.
1.Центральная.
2.Набережная.
3.Молодёжная.
4.Рабочая.